# Praag-Troja
Praag-Troja (Tsjechisch: Praha-Troja) is een gemeentelijk district van de Tsjechische hoofdstad Praag. Het district valt samen met een klein deel van de gelijknamige wijk Troja. Het district Praag-Troja ligt in het noorden van de stad en is onderdeel van het administratieve district Praag 7. Praag-Troja grenst aan de gemeentelijke districten Praag 6, 7 en 8.
De naam Troja is afgeleid van het 17e-eeuwse Kasteel Troja. Andere bezienswaardigheden in het district zijn de Dierentuin van Praag en de botanische tuin van Praag.

## De wijk Troja
Een klein gedeelte van de wijk Troja ligt in het gemeentelijke district Praag-Troja. De rest van de wijk, het grootste deel, behoort tot het gemeentelijk district Praag 8. Troja heeft 14.679 inwoners (2006), waarvan er maar 781 in het gemeentelijke district Praag-Troja wonen.
Praag 1 · Praag 2 · Praag 3 · Praag 4 · Praag-Kunratice · Praag 5 · Praag-Slivenec · Praag 6 · Praag-Lysolaje · Praag-Nebušice · Praag-Přední Kopanina · Praag-Suchdol · Praag 7 · Praag-Troja · Praag 8 · Praag-Březiněves · Praag-Ďáblice · Praag-Dolní Chabry · Praag 9 · Praag 10 · Praag 11 · Praag-Křeslice · Praag-Šeberov · Praag-Újezd · Praag 12 · Praag-Libuš · Praag 13 · Praag-Řeporyje · Praag 14 · Praag-Dolní Počernice · Praag 15 · Praag-Dolní Měcholupy · Praag-Dubeč · Praag-Petrovice · Praag-Štěrboholy · Praag 16-Radotín · Praag-Lipence · Praag-Lochkov · Praag-Velká Chuchle · Praag-Zbraslav · Praag 17-Řepy · Praag-Zličín · Praag 18-Letňany · Praag 19-Kbely · Praag-Čakovice · Praag-Satalice · Praag-Vinoř · Praag 20-Horní Počernice · Praag 21-Újezd nad Lesy · Praag-Běchovice · Praag-Klánovice · Praag-Koloděje · Praag 22-Uhříněves · Praag-Benice · Praag-Kolovraty · Praag-Královice · Praag-Nedvězí